# Residenzwagen
Der Residenzwagen ist ein historischer zweiachsiger Fahrzeugtyp der Karlsruher Straßenbahn, der in den Jahren 1913 bis 1926 von verschiedenen Waggonfabriken gebaut wurde.
Mit 36 Trieb- und 52 Beiwagen prägten diese Fahrzeuge das Bild der Straßenbahn in der damaligen Residenzstadt Karlsruhe bis in die 1960er Jahre hinein. Sie erhielten daher den Beinamen Residenzwagen. Sie wurden noch bis 1969 eingesetzt.

## Technik

### Aufbau
Bei den Fahrzeugen handelte es sich um zweiachsige Zweirichtungswagen mit festem Fahrgestell. Der hölzerne Wagenkasten wies die übliche Aufteilung in Fahrgastraum und Einstiegsplattformen auf. Im Innern des Fahrgastraums befanden sich Längsbänke, die 20 Fahrgästen Platz boten. Die rundum geschlossenen Plattformen konnten durch Klapptüren von außen betreten werden. Die Führerstände der Triebwagen waren mit kurbelbetätigten Schleifringfahrschaltern und Handbremsen ausgerüstet. Die Windschutzscheibe war dreiteilig ausgeführt, wobei die mittlere Scheibe mit einem handbedienten Scheibenwischer ausgerüstet war. Die Wagen verfügten über ein Laternendach, das nach vorne und hinten heruntergezogen war und den Fahrzeugen ein elegantes Aussehen verlieh. An den Stirnseiten der Triebwagen befanden sich Laternen zur Anzeige der Liniennummer sowie umklappbare Linienzielschilder, die später durch integrierte Linien- und Zielschildkästen ersetzt wurden. Der Verbindung zwischen Trieb- und Beiwagen dienten Trompetenkupplungen. Die Fahrzeuge konnten alleine, als Zweiwagengarnituren und als Dreiwagenzüge eingesetzt werden.
Die Triebwagen waren mit zwei Tatzlagermotoren à 39 kW Leistung ausgerüstet. Der Stromzuführung dienten bis 1936/37 Lyrastromabnehmer, danach Scherenstromabnehmer.
In den 1950er Jahren erhielten einige Fahrzeuge neue Aufbauten in Stahlbauweise. Diese Fahrzeuge waren an den Klappfenstern im Fahrgastraum erkennbar. Bei anderen Fahrzeugen wurden nur die Plattformen in Stahlbauweise ersetzt, während die Fahrgasträume ihre hölzernen Aufbauten behielten.

### Lackierung
Die Fahrzeuge waren zunächst weiß-gelb lackiert, wobei der obere Bereich des Wagenkastens weiß, der untere gelb gehalten war und beide Bereiche durch einen schwarzen Streifen abgegrenzt waren. Ab den 1950er Jahren waren die Wagenkästen vollständig in gelb gehalten und der schwarze Streifen wurde durch einen roten ersetzt.

## Geschichte

### Beschaffung
Die Eröffnung des neuen Karlsruher Hauptbahnhofs an der südlichen Peripherie der Stadt ermöglichte ab 1913 die Erweiterung des Straßenbahnnetzes um neue Strecken in die Süd- und Südwest- und Weststadt, die – verzögert durch den Ersten Weltkrieg – bis 1921 errichtet werden konnten. Infolgedessen war auch eine Aufstockung des Fahrzeugparks erforderlich. Daher beschaffte die Karlsruher Straßenbahn 1912 von der Waggonfabrik Uerdingen und SSW einen Baumusterzug bestehend aus dem zweiachsigen Triebwagen 57 und dem ebenfalls zweiachsigen Beiwagen 114. Wegen ihrer abgerundeten Stirnpartien erhielten die beiden Fahrzeuge den Beinamen Zeppelin.
Für die anschließende Serienbeschaffung wurden die Pläne nochmals modifiziert, die abgerundete Stirnpartie wurde durch eine flache Konstruktion ersetzt und die Wagenkästen verlängert. Kriegsbedingt zog sich die Beschaffung der Fahrzeuge bis 1919 hin, eine Nachbauserie folgte 1922 sowie 1925/26. Die Aufteilung in Lieferserien ist der folgenden Tabelle zu entnehmen. Mit 36 Trieb- und 52 Beiwagen prägten diese Fahrzeuge das Bild der Straßenbahn in  Karlsruhe.
| Wagen                    | Baujahr | Hersteller               |
| ------------------------ | ------- | ------------------------ |
| Triebwagen               |         |                          |
| 58–63                    | 1913    | Waggonfabrik Fuchs/SSW   |
| 64–67                    | 1913    | Waggonfabrik Rastatt/SSW |
| 68–79                    | 1913    | Waggonfabrik Fuchs/SSW   |
| 80–87                    | 1913    | Waggonfabrik Rastatt/SSW |
| 88–93                    | 1922    | Waggonfabrik Wismar/SSW  |
| Beiwagen                 |         |                          |
| 135–144, ab 1918 275–284 | 1913    | Waggonfabrik Fuchs       |
| 145–154, ab 1918 245–254 | 1913    | Waggonfabrik Rastatt     |
| 255–258                  | 1918    | Waggonfabrik Lindner     |
| 259–264                  | 1919    | Waggonfabrik Lindner     |
| 265–269                  | 1916    | Waggonfabrik Rastatt     |
| 270–274                  | 1917    | Waggonfabrik Fuchs       |
| 285–290                  | 1925    | Waggonfabrik Fuchs       |
| 291–296                  | 1926    | Waggonfabrik Wismar      |

### Einsatzgeschichte
Da die Triebwagen deutlich stärker motorisiert waren als die bis dahin in Karlsruhe eingesetzten Herbrandwagen, Lindnerwagen und Nürnberger, wurden sie zunächst bevorzugt auf den aufkommensstarken Linien eingesetzt und dort erst ab 1929 durch die Spiegelwagen verdrängt. Sie kamen in den folgenden Jahrzehnten auf nahezu allen Straßenbahnlinien in Karlsruhe zum Einsatz.
Abgesehen von Triebwagen 88 und den Beiwagen 251, 252 und 255, die im Zweiten Weltkrieg durch Bombentreffer zerstört wurden sowie dem 1947 ausgemusterten Beiwagen 294 schieden die Residenzwagen nach Anlieferung der Gelenktriebwagen GT6-D und GT8-D zwischen 1963 und 1969 aus dem Fahrzeugpark der Karlsruher Straßenbahn aus. Einige Triebwagen dienten noch einige Jahre als Schlepptriebwagen der Bahnmeisterei.
Von den Residenzwagen blieb nur ein Fahrzeug, Triebwagen 92, erhalten. Er diente als Rangiertriebwagen im Betriebshof und erhielt 1982 die Nummer 84. Seit dem Jahr 2001 wird er in sein ursprüngliches Erscheinungsbild zurückgebaut und soll in Zukunft als Museumswagen dienen.

### Umbauten
- 1933–1936 Umbau auf Scherenstromabnehmer.
- 1952–1957 Teilweiser Umbau zu Stahlplattformwänden.
- 1952–1957 Teilweiser Umbau zu Stahlaufbau.